# 刘富兴
刘富兴（1949年—），汉族，中华人民共和国政治人物、第十一届全国政协委员。
加入中国致公党，担任致公党中央常委、云南省委主委、云南省政协副秘书长。2008年，当选第十一届全国政协委员，代表中国致公党，分入第十一组。